# Mukhlid Al-Otaibi
Mukhlid Mahil Al-Otaibi, talvolta accreditato come Moukheld Al-Outaibi (in arabo مخلد ماهل العتيبي‎?; Ta'if, 20 giugno 1976), è un ex mezzofondista saudita.
Ha rappresentato il proprio paese in occasione di tre edizioni dei Giochi olimpici da Pechino 2008 a Rio de Janeiro 2016.

## Record nazionali
- 3000 metri piani indoor: 7'44"64 ( Valencia, 11 febbraio 2006)
- 5000 metri piani: 12'58"58 ( Heusden-Zolder, 23 luglio 2005)
- 10000 metri piani: 27'31"61 ( Radès, 9 giugno 2012)

## Palmarès
| Anno | Manifestazione                    | Sede           | Evento            | Risultato | Prestazione | Note  |
| ---- | --------------------------------- | -------------- | ----------------- | --------- | ----------- | ----- |
| 1998 | Mondiali cross country            | Marrakech      | Junior            | dns       | dns         |       |
| 1999 | Campionati asiatici juniores      | Singapore      | 5000 m piani      | Argento   | 14'46"89    |       |
| 1999 | Campionati asiatici juniores      | Singapore      | 10000 m piani     | Oro       | 30'11"05    |       |
| 2000 | Campionati asiatici               | Giacarta       | 10000 m piani     | dnf       | dnf         |       |
| 2002 | Giochi dell'Asia occidentale      | Kuwait City    | 5000 m piani      | Argento   | 13'57"58    |       |
| 2002 | Campionati asiatici               | Colombo        | 5000 m piani      | 4º        | 14'21"36    |       |
| 2002 | Giochi asiatici                   | Pusan          | 5000 m piani      | Oro       | 13'41"48    |       |
| 2002 | Giochi asiatici                   | Pusan          | 10000 m piani     | Oro       | 28'41"89    |       |
| 2003 | Mondiali                          | Saint-Denis    | 5000 m piani      | 14º       | 13'38"92    |       |
| 2005 | Giochi della solidarietà islamica | La Mecca       | 10000 m piani     | Argento   | 28'41"81    |       |
| 2005 | Mondiali                          | Helsinki       | 5000 m piani      | 9º        | 13'35"29    |       |
| 2005 | Campionati asiatici               | Incheon        | 10000 m piani     | Argento   | 29'04"85    |       |
| 2006 | Mondiali indoor                   | Mosca          | 3000 m piani      | 8º        | 7'52"91     |       |
| 2007 | Giochi panarabi                   | Il Cairo       | 10000 m piani     | Bronzo    | 29'29"74    |       |
| 2008 | Giochi olimpici                   | Pechino        | 5000 m piani      | Batteria  | 13'47"00    |       |
| 2010 | Giochi asiatici                   | Canton         | 10000 metri piani | 4º        | 28'22"13    |       |
| 2011 | Giochi panarabi                   | Doha           | 5000 m piani      | Bronzo    | 13'46"62    | [ 1 ] |
| 2012 | Giochi olimpici                   | Londra         | 5000 m piani      | Batteria  | 13'31"47    |       |
| 2012 | Giochi olimpici                   | Londra         | 10000 m piani     | 17º       | 28'07"25    |       |
| 2013 | Mondiali                          | Mosca          | 10000 m piani     | dnf       | dnf         |       |
| 2016 | Giochi olimpici                   | Rio de Janeiro | 5000 m piani      | Batteria  | 14'18"48    |       |

## Altre competizioni internazionali
2003
- 13º al Bauhaus-Galan ( Stoccolma), 5000 m piani - 13'21"11
- 20º al Golden Gala ( Roma), 5000 m piani - 13'38"15

2004
- 20º al Golden Gala ( Roma), 5000 m piani - 13'31"63

2005
- 10º al Meeting de Paris ( Parigi), 5000 m piani - 13'08"64

2012
- Bronzo al Meeting international Mohammed VI d'athlétisme de Rabat ( Rabat), 5000 m piani - 13'03"58